# A Playthrough of a Certain Dude's VRMMO Life
A Playthrough of a Certain Dude's VRMMO Life (яп. とあるおっさんのVRMMO活動記, Toaru Ossan no VRMMO Katsudōki, укр. «Діяльність звичайного чоловіка у віртуальному світі VRMMO») — ранобе, написане Шііною Ховахова та проілюстроване Ямадою. Серіалізація почалася в січні 2013 року на сайті Shōsetsuka ni Narō, а в серпні 2016 року було перенесене на платформу AlphaPolis. Видавництво AlphaPolis також викупило права на публікацію та випустило 30 томів, починаючи з лютого 2014 року. Адаптація у вигляді манґи з ілюстраціями Шуї Рікудо почала виходити онлайн на сайті манґи AlphaPolis у червні 2014 року та зібрана у дванадцять томів танкобон. Цифровий англомовний випуск манґи здійснюється через Alpha Manga. Аніме адаптацію створену студією Maho Film, транслювали з жовтня по грудень 2023 року.

## Персонажі
Ерс (яп. アース, Āsu) / Дайчі Танака (яп. 田中 大地, Tanaka Daichi)
Сейю: Кайто Ішікава (Ерс), Дайсуке Намікава 
Королева фей (яп. フェアリークィーン, Fearī Kwīn)
Сейю: Рейна Уеда
Цвай (яп. ツヴァイ, Tsuvai)
Сейю: Тасуку Хатанака
Міллі (яп. ミリー, Mirī)
Сейю: Міхо Окасакі
Рю-тян (яп. 龍ちゃん)
Сейю: Шіорі Ізава
Пікаша (яп. ピカーシャ, Pikāsha)
Сейю: Чітоза Морінага
Нора (яп. ノーラ, Nōra)
Сейю: Аяка Асаї
Рейджі (яп. レイジ)
Сейю: Таро Кіучі
Казаміне (яп. カザミネ)
Сейю: Юсуке Шірай
Рона (яп. ロナ)
Сейю: Наомі Озора
Ворд (яп. ウォード, Wōdo)
Сейю: Йосіно Хіроюкі
Мюн (яп. ミュン)
Сейю: Муцумі Канеко
Град
Сейю: Джунічі Сувабе
Блек (яп. ブラック, Burakku)
Сейю: Шігеру Чіба
Скелет-лицар (яп. スケルトンナイト, Sukeruton'naito)
Сейю: Сатоші Хіно
Елізабет (яп. エリザヴェート, Erizabēto)
Сейю: Ріна Хідака
Зефана (яп. ゼファーナ, Zefāna)
Сейю: Сахо Шірасу
Зетан (яп. ゼタン)
Сейю: Рікія Кояма
Ульна (яп. ウールナ, Uruna)
Сейю: Юрка Кубо
Карен (яп. カレン)
Сейю: Аяко Кавасумі
Міна (яп. ミーナ)
Сейю: Асамі Сето
Наталнія (яп. ナタルニア, Natarunia)
Сейю: Хіна Кіно
Іграон (яп. イグラオン, Iguraon)
Сейю: Хочу Оцука

## Медіа

### Ранобе
| №  | Дата виходу       | ISBN                   |
| -- | ----------------- | ---------------------- |
| 1  | 10 лютого 2014    | ISBN 978-4-43-418839-8 |
| 2  | 4 червня 2014     | ISBN 978-4-43-419309-5 |
| 3  | 9 вересня 2014    | ISBN 978-4-43-419602-7 |
| 4  | 28 грудня 2014    | ISBN 978-4-43-420138-7 |
| 5  | 31 березня 2015   | ISBN 978-4-43-420448-7 |
| 6  | 4 липня 2015      | ISBN 978-4-43-420760-0 |
| 7  | 4 жовтня 2015     | ISBN 978-4-43-421059-4 |
| 8  | 1 березня 2016    | ISBN 978-4-43-421681-7 |
| 9  | 5 червня 2016     | ISBN 978-4-43-421997-9 |
| 10 | 3 жовтня, 2016    | ISBN 978-4-43-422427-0 |
| 11 | 30 грудня 2016    | ISBN 978-4-43-422805-6 |
| 12 | 3 травня 2017     | ISBN 978-4-43-423235-0 |
| 13 | 5 жовтня 2017     | ISBN 978-4-43-423774-4 |
| 14 | 30 грудня 2017    | ISBN 978-4-43-424119-2 |
| 15 | 1 квітня 2018     | ISBN 978-4-43-424459-9 |
| 16 | 2 вересня 2018    | ISBN 978-4-43-425054-5 |
| 17 | 3 грудня 2018     | ISBN 978-4-43-425389-8 |
| 18 | 3 квітня 2019     | ISBN 978-4-43-425790-2 |
| 19 | 2 вересня 2019    | ISBN 978-4-43-426413-9 |
| 20 | 3 грудня 2019     | ISBN 978-4-43-426781-9 |
| 21 | 30 квітня 2020    | ISBN 978-4-43-427332-2 |
| 22 | 28 листопада 2020 | ISBN 978-4-43-428005-4 |
| 23 | 31 березня 2021   | ISBN 978-4-43-428662-9 |
| 24 | 31 жовтня 2021    | ISBN 978-4-43-429119-7 |
| 25 | 1 березня 2022    | ISBN 978-4-43-429992-6 |
| 26 | 5 вересня 2022    | ISBN 978-4-43-430569-6 |
| 27 | 1 березня 2023    | ISBN 978-4-43-431647-0 |
| 28 | 30 вересня 2023   | ISBN 978-4-43-432653-0 |
| 29 | 31 грудня 2023    | ISBN 978-4-43-433106-0 |
| 30 | 30 серпня 2024    | ISBN 978-4-43-434359-9 |

### Манґа
| №  | Дата виходу       | ISBN                   |
| -- | ----------------- | ---------------------- |
| 1  | 31 травня 2015    | ISBN 978-4-43-420480-7 |
| 2  | 31 березня 2016   | ISBN 978-4-43-421653-4 |
| 3  | 28 лютого 2017    | ISBN 978-4-43-422885-8 |
| 4  | 30 листопада 2017 | ISBN 978-4-43-423867-3 |
| 5  | 30 вересня 2018   | ISBN 978-4-43-425008-8 |
| 6  | 31 липня 2019     | ISBN 978-4-43-426172-5 |
| 7  | 31 липня 2020     | ISBN 978-4-43-427628-6 |
| 8  | 31 березня 2021   | ISBN 978-4-43-428669-8 |
| 9  | 31 грудня 2021    | ISBN 978-4-43-429736-6 |
| 10 | 28 лютого 2023    | ISBN 978-4-43-431658-6 |
| 11 | 30 вересня 2023   | ISBN 978-4-43-432665-3 |
| 12 | 30 червня 2024    | ISBN 978-4-43-434053-6 |

### Аніме
Аніме-адаптацію було анонсовано 10 лютого 2023 року. Серіал створений студією Maho Film, режисером виступив Юічі Наказавa, сценарій склала Тоуко Мачіда, дизайн головних персонажів розробили Юко Ватабе та Юко Оба, а музику написали Technoboys Pulcraft Green-Fund. Прем’єра відбулася у фільмстудії в Бабельсберзі, Німеччина, де було показано перші два епізоди. Трансляція тривала з 3 жовтня по 19 грудня 2023 року на Tokyo MX та інших телеканалах. Саджі виконала опенінґ «Magic Writer», а Міхо Окасакі — ендонінґ «Kibō no Recipe» (яп. キボウノレシピ, «Recipe of Hope»). Muse Communication ліцензувала серіал у Південно-Східній Азії. Crunchyroll транслював серіал за межами Азії.
| № серії | Назва серії | Режисер(и)      | Сценарист(и)   | Режисер(и) анімації       | Оригінальна дата показу |
| ------- | --- | --------------- | -------------- | ------------------------- | ----------------------- |
| 1       | «Ерс підключається» Транслітерація: «Āsu, Rogu In Suru» (яп. アース、ログインする)                                                                                      | Юічі Наказава   | Тоуко Мачіда   | Юічі Наказава Такеші Морі | 3 жовтня 2023           |
| 2       | «Ерс уперше приєднується до групи» Транслітерація: «Āsu, Pāti ni Hatsu Sanka Suru» (яп. アース、パーティに初参加する)                                                   | Наойоші Кусака  | Тоуко Мачіда   | Такеші Морі               | 10 жовтня 2023          |
| 3       | «Ерс, фейський гравець?» Транслітерація: «Āsu, Yōsei o Tarashikomu?» (яп. アース、妖精をたらしこむ？)                                                                   | Рюта Ямамото    | Шунма Хара     | Куніхіса Сугісіма         | 17 жовтня 2023          |
| 4       | «Ерс отримує винагороду, якій не впевнений, що радий» Транслітерація: «Āsu, Anmari Sunao ni Yorokobenai Hōshū o Morau» (яп. アース、あんまり素直に喜べない報酬をもらう) | Масаюкі Іімура  | Куніхіко Окада | Ясуо Івамото              | 24 жовтня 2023          |
| 5       | «Ерс веде велику битву з королевою» Транслітерація: «Āsu, Joō-sama to Dohade ni Tatakau» (яп. アース、女王様とド派手に戦う)                                             | Наойоші Кусака  | Коджі Бандай   | Dojagagen                 | 31 жовтня 2023          |
| 6       | «Ерс у захваті від нового підземелля» Транслітерація: «Āsu, Shin Danjon Jissō de Tenshon Agaru» (яп. アース、新ダンジョン実装でテンション上がる)                        | Хідекі Хірошіма | Куніхіко Окада | Такеші Морі               | 7 листопада 2023        |
| 7       | «Ерс кидає виклик босу» Транслітерація: «Āsu, Bosu ni Idomu» (яп. アース、ボスに挑む)                                                                                   | Кьохей Ябу      | Коджі Бандай   | Ясуо Івамото              | 14 листопада 2023       |
| 8       | «Ерс зустрічає дівчину-драконку» Транслітерація: «Āsu, Ryūjin Shōjo to Deau» (яп. アース、龍人少女と出会う)                                                             | Тошіакі Канбара | Шунма Хара     | Такеші Морі               | 21 листопада 2023       |
| 9       | «Ерс вирушає до Королівства фей» Транслітерація: «Āsu, Yōseikoku e Iku» (яп. アース、妖精国へ行く)                                                                      | Буде визначено  | Буде визначено | Буде оголошено            | 28 листопада 2023       |
| 10      | «Ерс знаходить напарника» Транслітерація: «Āsu, Aibō ga Dekiru» (яп. アース、相棒ができる)                                                                              | Буде визначено  | Буде визначено | Буде оголошено            | 5 грудня 2023           |
| 11      | «Ерс знаходить дитинча дракона» Транслітерація: «Āsu, Akachan Doragon o Hirō» (яп. アース、赤ちゃんドラゴンを拾う)                                                      | Буде визначено  | Буде визначено | Буде оголошено            | 12 грудня 2023          |
| 12      | «Ерс розлючується» Транслітерація: «Āsu, Okoru» (яп. アース、怒る) | Буде визначено  | Буде визначено | Буде оголошено            | 19 грудня 2023          |

## Сприйняття
Серія отримала Премію читачів «The AlphaPolis 6th Fantasy Novel Grand Prize» та має 1,5 мільйона копій у обігу.
Томи манґи потрапляли до списку бестселерів Oricon.